# Batavus-Alcina-Continental
L'equip Batavus-Alcina-Continental va ser un equip ciclista alemany, de ciclisme en ruta que va competir entre 1968 a 1970.

## Principals resultats
- Volta a Holanda del Nord: Harrie Jansen (1969)

### A les grans voltes
- Giro d'Itàlia
  - 0 participacions

- Tour de França
  - 0 participacions

- Volta a Espanya
  - 0 participacions